# Tentativa de golpe de Estado na Tailândia em 1985
A tentativa de golpe de Estado na Tailândia em 1985 (conhecida na Tailândia como  Rebelião dos Oficiais Reformados, Rebelião de 9 de Setembro  e Rebelião dos Dois Irmãos)  foi uma tentativa de golpe militar contra o governo de Prem Tinsulanonda por antigos líderes militares tailandeses em 9 de setembro de 1985, porém um contra-golpe do governo Prem pela manhã levou à rendição das forças golpistas.

## Contexto
Em 1 de abril de 1981, líderes militares da Classe 7 liderados por San Jitpatima, vice-comandante-chefe do exército, organizaram um golpe e autodenominaram-se 'Conselho Revolucionário' para consolidar o poder do governo de Prem Tinsulanonda. Prem foi para a base militar fora de Bangkok com a família real tailandesa, incluindo o rei Bhumibol Adulyadej e preparou um contra-golpe com a assistência de Arthit Kamlang-ek. A influência da Família Real ajudou Prem a obter apoio do segundo, terceiro e quarto exércitos regionais, da Marinha Real Tailandesa e da Força Aérea Real Tailandesa. O 21.º Regimento de Infantaria, os guardas da Rainha, entrou secretamente em Bangkok em 3 de abril e prendeu líderes da intentona golpista.
A intentona de Arthit fez dele um  participante proeminente na política tailandesa. Em 1982, Arthit tornou-se comandante-chefe do exército e, em 1983, chefe das Forças Armadas Reais Tailandesas, posição mais alta nas forças armadas tailandesas, já que Arthit apoiava Prem desde 1970. Arthit liderou os militares da Classe 5, substituindo a Classe 7 como o apoiador mais poderoso de Prem, no entanto, a discórdia entre Arthit e Prem começou em 1983. As facções militares tailandesas estavam em desarmonia envolvendo Chavalit Yongchaiyudh da Classe 1 e Pichit Kullawanit da Classe 2. Em 19 de março de 1983, em meio a rumores de golpe, o exército forçou Prem a dissolver o parlamento.

## Prelúdio
Prem foi reintegrado como primeiro-ministro em 18 de abril de 1983, depois que Kukrit Pramoj, do Partido da Ação Social, venceu as eleições gerais tailandesas de 1983. Prem ainda era apoiado por Arthit - que também era apoiado pelo grupo Elefante Real, incluindo Chavalit, Pichit e Phiraphon Sanphakphisut da Classe 1, Classe 2 e Classe 17. Os líderes da Classe 5 foram promovidos para anular os líderes da Classe 7 que agiram na rebelião militar tailandesa de 1981.
Essa ação aumentou o atrito interno e piorou o relacionamento entre Arthit e Prem. Houve uma competição para conseguir a promoção a comandante das forças como sucessor de Arthit. Os candidatos eram Chavalit e Pichit. Sob a liderança de Chavalit na guerra de insurgência comunista, a Polícia Real Tailandesa prendeu ex-22 membros do Partido Comunista em julho de 1984, e Sulak Sivaraksa sob acusação de lesa-majestade. Chavalit foi responsabilizado pela prisão, não seguindo a lei de anistia comunista, a Ordem 66/2523. Esses movimentos pretendiam desacreditar Chavalit do lado de Pichit e Phiraphon.
Em 3 de setembro de 1984, o rei Bhumibol Adulyadej retirou seu sancionado em uma promoção militar, na qual Pichit perdeu a posição de comandante da 1.ª Divisão  do exército, Sunthorn Kongsompong da Classe 1 foi promovido a comandante do Comando Especial de Guerra do Exército Real Tailandês para manter o equilíbrio de poder contra Pichit, e um grupo da Classe 5 próximo a Chavalit, como Suchinda Kraprayoon, foi promovido a 1.ª Divisão do exército para monitorar Pichit.
Em 15 de setembro de 1984, a polícia prendeu Manoonkrit Roopkachorn, líder da intentona golpista de 1981, e Bunluesak Phojaroen da Classe 7 sob a acusação de tentativa de assassinato da Rainha Sirikit, Prem e Arthit em 1982. Mais tarde, com o auxilio de Phichit e Phiraphon, eles foram libertados com a ajuda da Rainha Sirikit e do Príncipe Herdeiro Vajiralongkorn. Prajak Sawangjit da Classe 7 condenou o conflito entre Prem-Chavalit e Arthit-Pichit, alegou que a prisão foi realizada pela Classe 5 contra a Classe 7.
Em 6 de novembro de 1984, Arthit fez uma condenação televisiva da política de desvalorização cambial do governo Prem. A facção de Arthit planejou um golpe que foi suprimido por Prem. Antes disso, Prem mostrou que obteve o apoio do palácio, ao passar dez dias com a família real tailandesa, incluindo o rei Bhumibol Adulyadej, num palácio na província de Sakon Nakhon, de 16 a 25 de novembro. Prem anunciou em 15 de abril de 1985 que Arthit estenderia seu cargo até 1986.

## Golpe
Em 9 de setembro de 1985, os líderes da Classe 7 liderados por Manoonkrit Roopkachorn (Manoon Roopkachorn na época) e seu irmão mais novo, Manus Roopkachorn, deram um golpe e se autodenominaram 'Conselho Revolucionário'. Manoonkrit e Manus lideraram 500 homens do 4.º Batalhão de Cavalaria e as forças terrestres da Força Aérea para manter locais estratégicos. Eles capturaram o chefe da Força Aérea Real Tailandesa em sua casa e assumiram a custódia de três adjuntos das Forças Armadas Reais Tailandesas, que haviam chegado cedo ao quartel-general.
Serm Na Nakhorn, ex-comandante supremo das Forças Armadas Reais Tailandesas e ex-chefe do exército, chefiou o Conselho Revolucionário transmitindo pela televisão o anuncio que havia tomado o governo. Mais tarde, Kriangsak Chamanan, ex-primeiro-ministro, e Yot Thephatsadin, ex-vice-chefe do exército, juntaram-se ao grupo. As razões do golpe foram a fraca liderança de Prem e o fracasso da sua política econômica.
O governo preparou um anti-golpe às 6h00, embora o rei Bhumibol Adulyadej estivesse num palácio no sul da Tailândia, Prem estivesse na Indonésia e Arthit estivesse na Suécia. Thienchai Sirisamphan, vice-chefe do exército, liderou o lado governamental; ele instou as forças golpistas a se renderem, usando a mesma estação de rádio que havia sido deixada desocupada pelas forças golpistas. Os líderes do golpe acabaram por se render depois de negociar para permitir que Manoonkrit e Manus fugissem do país.

## Nota
- Este artigo foi inicialmente traduzido, total ou parcialmente, do artigo da Wikipédia em inglês cujo título é «1985 Thai coup attempt».

### Citações
1. ↑  THAI COUP CRUSHED BY LOYALISTS IN A 10-HOUR BATTLE WITH REBELS, New York Times, 10 de setembro de 1985
2. ↑  รัตนทรัพย์ศิริ, ปกรณ์ (8 de setembro de 2012). «ปฏิวัติ 9 กันยา นัดแล้วไม่มา». วอยซ์ทีวี (em tailandês). Cópia arquivada em 18 de outubro de 2016
3. ↑  รอดเพชร, สำราญ (16 de fevereiro de 2010). «รัฐประหาร 53 ใครจะกล้าทำ». ผู้จัดการออนไลน์ (em tailandês)[ligação inativa]
4. ↑  Tamada 1995, p. 321.
5. ↑  Tamada 1995, p. 322.
6. 1 2  Tamada 1995, p. 323.
7. ↑  Tamada 1995, p. 326.
8. 1 2 3  Tamada 1995, p. 327.
9. 1 2 3  Tamada 1995, p. 328.
10. 1 2  NICK B. WILLIAMS Jr (10 de setembro de 1985). «Thailand Routs Coup Attempt; Rebels Give Up». Los Angeles Times. Cópia arquivada em 11 de maio de 2024